# RMDN1
RMDN1 (англ. Regulator of microtubule dynamics 1) – білок, який кодується однойменним геном, розташованим у людей на 8-й хромосомі. Довжина поліпептидного ланцюга білка становить 314 амінокислот, а молекулярна маса — 35 808.
| 10         |  | 20         |  | 30         |  | 40         |  | 50         |
| ---------- |  | ---------- |  | ---------- |  | ---------- |  | ---------- |
| MALAARLWRL |  | LPFRRGAAPG |  | SRLPAGTSGS |  | RGHCGPCRFR |  | GFEVMGNPGT |
| FKRGLLLSAL |  | SYLGFETYQV |  | ISQAAVVHAT |  | AKVEEILEQA |  | DYLYESGETE |
| KLYQLLTQYK |  | ESEDAELLWR |  | LARASRDVAQ |  | LSRTSEEEKK |  | LLVYEALEYA |
| KRALEKNESS |  | FASHKWYAIC |  | LSDVGDYEGI |  | KAKIANAYII |  | KEHFEKAIEL |
| NPKDATSIHL |  | MGIWCYTFAE |  | MPWYQRRIAK |  | MLFATPPSST |  | YEKALGYFHR |
| AEQVDPNFYS |  | KNLLLLGKTY |  | LKLHNKKLAA |  | FWLMKAKDYP |  | AHTEEDKQIQ |
| TEAAQLLTSF |  | SEKN       |  |            |  |            |  |            |

A: Аланін

C: Цистеїн

D: Аспарагінова кислота

E: Глутамінова кислота

F: Фенілаланін

G: Гліцин

H: Гістидин

I: Ізолейцин

K: Лізин

L: Лейцин

M: Метіонін

N: Аспарагін

P: Пролін

Q: Глутамін

R: Аргінін

S: Серин

T: Треонін

V: Валін

W: Триптофан

Задіяний у такому біологічному процесі, як альтернативний сплайсинг. 
Локалізований у цитоплазмі, цитоскелеті.